# Пошешупе
Пошешупе (пол. Poszeszupie) — село в Польщі, у гміні Рутка-Тартак Сувальського повіту Підляського воєводства.
Населення — 53 особи (2011).
У 1975-1998 роках село належало до Сувальського воєводства.

## Демографія
Демографічна структура станом на 31 березня 2011 року:
|          | Загалом | Допрацездатний вік | Працездатний вік | Постпрацездатний вік |
| -------- | ------- | ------------------ | ---------------- | -------------------- |
| Чоловіки | 30      | 6                  | 19               | 5                    |
| Жінки    | 23      | 5                  | 12               | 6                    |
| Разом    | 53      | 11                 | 31               | 11                   |